# Spigelia asperifolia
Spigelia asperifolia är en tvåhjärtbladig växtart som beskrevs av Prog.. Spigelia asperifolia ingår i släktet Spigelia och familjen Loganiaceae. Inga underarter finns listade i Catalogue of Life.